# Neoclytus vanduzeei
Neoclytus vanduzeei là một loài bọ cánh cứng trong họ Cerambycidae.